# Saturn-Stadion
Das Saturn-Stadion (russisch Сатурн (стадион)) ist ein Fußballstadion in der russischen Stadt Ramenskoje, einem Vorort von Moskau. Die Anlage  wurde 1999 eröffnet und war bis 2010 die Heimspielstätte des Fußballvereins Saturn Ramenskoje. Die Sportstätte bietet 14.685 Zuschauern Sitzplätze.

## Geschichte

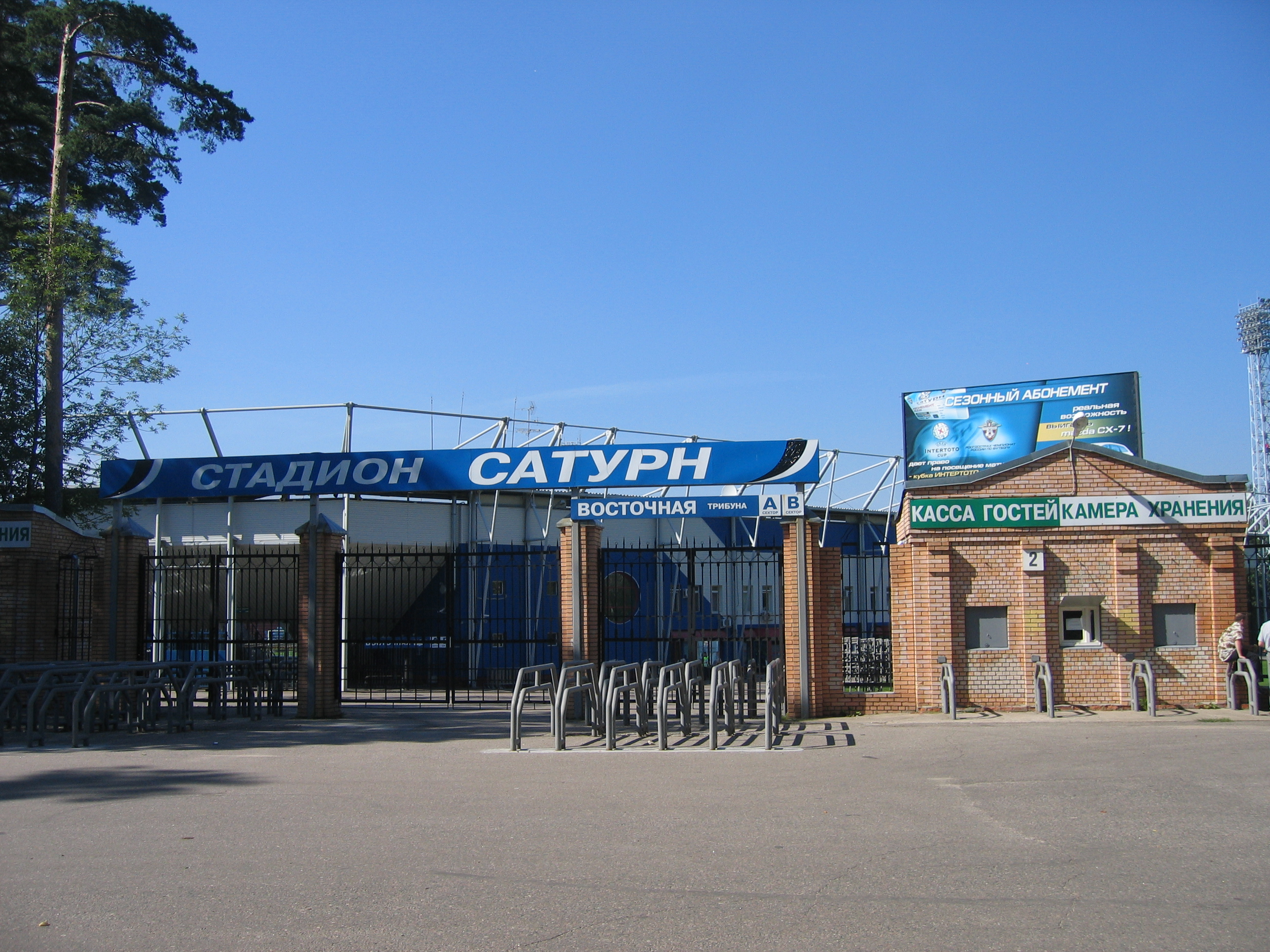
Eingang zur Osttribüne (August 2008)

Der Bau eines neuen Stadions auf dem Gelände des alten Stadions im „zentralen Park“ in Ramenskoje begann nach einem Beschluss der Verwaltung des Gebietes sowie der Stadt Ramenskoje im Herbst 1998.
Das alte Stadion hatte zwei Tribünen, welche 10.000 Zuschauern Platz boten, sowie eine Spielfläche von 104 × 68 m. Im Jahre 2000 wurde das Stadion als reines Fußballstadion mit vier überdachten Tribünen sowie geschlossenen Ecken eröffnet; Das Stadion bietet seitdem 16.500 Zuschauern Platz und ist bis heute die Heimstätte des heimischen Fußballvereins FK Saturn Ramenskoje.
Zwischen Mai und Juni 2002 wurde das Stadion auf Beschluss des Gouverneurs der Oblast Moskau renoviert. So wurde der Rasen, auch auf Grund neuerer Anforderung der Rossijski Futbolny Sojus, sowohl mit einer Rasenheizung ausgestattet als auch von 104 × 68 m auf 105 × 68 m erweitert. Auch die Flutlichtanlage wurde von 1.200 Lux auf 1.400 Lux erhöht. Des Weiteren wurden 326 V.I.P.- und 118 Medien-Plätze installiert.
Der russische Fußballverein Anschi Machatschkala aus der Konfliktregion Dagestan beugte sich der UEFA und trug seine Heimspiele in der UEFA Europa League in Ramenskoje aus.